# Sulfate de leurosidine
 (février 2018).
Le sulfate de leurosidine, autrement appelée sulfate de vinrosidine est une molécule composée d'azote, caractérisée par la formule chimique {\displaystyle {\ce {C46H60N4O13S}}}. Sa masse molaire moyenne est de 909.061 g/mol et sa masse molaire monoisotopique est de 908,387759 g/mol.
C'est une molécule cationique et qui ne possède aucun isotope.

## Utilisation
La leurosidine ou sulfate de vincaleukoblastine est utilisée en médecine en tant que médicament antinéoplastique. Les antinéoplastiques sont des chimiothérapies cytotoxiques permettant de bloquer la mitose (division cellulaire). Ils sont plutôt utilisés dans les thérapies contre le cancer.

### Effets toxicologiques
La leurosidine provoque des irritations possibles de la peau. Elle possède aussi des effets chroniques : l'administration par intraveineuse peut provoquer une leucopénie, des vomissements, des diarrhées, une stomatite, des douleurs aux jambes, faiblesse, une thrombophlébite, une chute des paupières supérieures, une parésie des muscles oculaires, une neuropathie périphérique.
Ce médicament présente des effets mutagènes chez l'animal et probablement chez l'homme.[réf. nécessaire]

## Préparation de la Leurosidine
150 µL d’anhydride acétique sont ajoutés sous agitation à une solution de 50 mg d'oxyde de déshydroxy-20 dans 1 mL de dichlorométhane à 0 °C. Après 3 heures, le milieu réactionnel est évaporé à sec sous vide, et est absorbé par un mélange de 1 mL de tétrahydrofuranne et de 0.1 mL de pyridine. Ensuite le mélange est traité à -78 °C avec une solution de 17 mL de tétroxyde d'osminum dans 0.1 mL de tétrahydrofuranne.
Le milieu réactionnel est agité pendant 12 heures à -78 °C puis est extrait par une solution de dichlorométhane et d'éthanol dans un rapport de 50/50 à la température ambiante. un courant de sulfure d'hydrogène est introduit dans la solution pendant 10 minutes, puis le mélange réactionnel est filtré sur du papier de verre sous vide, évaporé a sec, absorbé par 2 mL de méthanol et réduit à 0 °C par du borohydure de sodium en excès en remuant. La solution réduite est extraite par 50 mL de chloroforme, lavée à l'eau saturée en sodium, séchée sur du sulfate de sodium, filtrée et évaporée sous vide. La leurosidine ainsi obtenue est séparée des autres produits de réaction par chromatographie sur un lit épais de silice.